# Chemin Baseline (Ottawa)
Le chemin Baseline est une route à Ottawa en Ontario au Canada. Il correspond à une partie du chemin 16 d'Ottawa. Il s'étend à partir du chemin Richmond (en) jusqu'au dessus de la rivière Rideau et du canal Rideau où il devient le chemin Heron (en). Avant la fusion municipale de 2001, le chemin Baseline formait la frontière entre les villes d'Ottawa et de Nepean. Il doit son nom au fait qu'il formait la ligne de base (en) pour l'arpentage du canton de Nepean (en). De nos jours, le chemin Baseline est un axe routier est–ouest important d'Ottawa. En fait, à la fin des années 1990, le trafic sur le chemin Baseline était devenu si important que le chemin Hunt Club (en) a été allongé vers l'ouest pour prendre une partie du trafic.
Les points d'intérêt le long du chemin Baseline comprennent l'hôpital Queensway-Carleton (en), le musée des Scouts Canada, le Collège Algonquin et la Ferme expérimentale centrale.
Le chemin Ramsayville dans le Sud-Ouest d'Ottawa se nommait « chemin Base Line » jusqu'en 2003, mais il a été renommé lorsque l'ancienne ville de Gloucester a fusionné avec Ottawa.

## Description
Le chemin Baseline est une artère est–ouest importante d'Ottawa. Il s'agit d'une route à quatre voies à l'exception de la partie entre les promenades Centrepointe et Navaho où il a cinq ou six voies. Sa vitesse maximale est de 60 km/h sur toute sa longueur à l'exception d'une courte partie à l'ouest du chemin Greenbank où elle est de 70 km/h.